# Jeanne Halbwachs
Pour les articles homonymes, voir Halbwachs.
Jeanne Halbwachs, épouse Alexandre, née le 14 février 1890 à Paris et morte le 14 novembre 1980 à Fontainebleau (Seine-et-Marne), est une pacifiste, féministe et socialiste française. Elle est l'une des principales figures du pacifisme intégral des années 1930.

## Biographie

### Origines et études
Issue d'un milieu d'intellectuels alsaciens, elle est la fille de Gustave Halbwachs, normalien et professeur d'allemand, qui avait choisi la France après la guerre franco-prussienne de 1870. Elle est la sœur du sociologue Maurice Halbwachs.
Élève au lycée Fénelon (Paris), elle est marquée par l'affaire Dreyfus et accueille favorablement la révolution russe de 1905. En 1909, elle prépare l'agrégation de lettres au collège Sévigné, où elle a notamment comme professeur le philosophe Alain, qui influence fortement sa pensée. Avec Marie-Hélène Latrilhe et Jeanne Daste, elle force l'entrée du très masculin Groupe des étudiants socialistes révolutionnaires. Reçue première à l'agrégation en 1913, elle enseigne au cours Fénelon de 1914 à 1915 puis au collège Sévigné, refusant d'être nommée dans l'enseignement public en province : rester à Paris lui permet notamment de poursuivre des études de philosophie à la Sorbonne et surtout son activité politique. Son statut de professeure lui donne alors une légitimité dont elle veut profiter.
En 1914, elle adhère à la SFIO et à la Ligue française pour le droit des femmes (LFDF) de Maria Vérone. Lors de la campagne pour les élections législatives qui se tiennent la même année, elle participe à une action militante réclamant l'inscription des femmes sur les listes électorales et tient des conférences lors de réunions électorales des partis pour exiger l'adoption du suffrage féminin. Elle écrit dans la revue L'Équité créée par Marianne Rauze, demandant aux femmes de mettre fin à la guerre, citant en exemple des Italiennes qui s'étaient couchées sur des rails pour empêcher les trains de soldats de quitter leur gare, lors de la guerre italo-turque. Le ralliement de la SFIO, des syndicats et des mouvements féministes à l'Union sacrée au début de la Première Guerre mondiale la consterne. La paix est en effet selon elle le combat prioritaire, qu'elle lie à son combat féministe, dans un sens où les femmes disposant du droit de vote pourraient constituer un puissant électorat pacifiste. Elle rejoint alors les pacifistes minoritaires.

### Première Guerre mondiale
En octobre 1914, elle est embauchée à mi-temps aux services des contentieux de la Ligue des droits de l'homme (LDH), à la demande de son président Victor Basch. Elle s'éloigne de la section SFIO du 13e arrondissement de Paris et de la Ligue pour le droit des femmes, pour se lier avec les rares militants pacifistes. Enthousiasmée par le texte de Romain Rolland Au-dessus de la mêlée et par la tenue de la conférence de Zimmerwald, elle rencontre notamment Alfred Rosmer et l'ancien secrétaire général de la LDH Mathias Morhardt. Ne se résignant pas, comprenant que son combat pacifiste l'isole, elle s'investit dans un bureau de placement qui vient en aide aux réfugiés, aux chômeurs et confectionne des vêtements pour les soldats. Au même moment, la féministe Jeanne Mélin suit une trajectoire similaire dans le Cher mais les deux femmes ne se connaissent pas. 
En 1915, une scission pacifiste du mouvement féministe international (notamment des Américaines et des Néerlandaises) organise à La Haye un congrès international des femmes, où est fondé le Comité international des femmes pour une paix permanente (CIFFP). Avec la féministe Gabrielle Duchêne et Séverine, Jeanne Halbwachs s'y rallie, indignant les dirigeantes de la LFDF, qui considèrent inapproprié de débattre avec des Allemandes des responsabilités de la guerre. Elle participe à la création de la section française du comité : Gabrielle Duchêne devient présidente et Jeanne Halbwachs secrétaire. Le 22 mai, elle envoie une lettre à Romain Rolland, où elle lui fait part de son sentiment d'impuissance, ce à quoi il lui répond : « Ne désespérez jamais ! ».
Outre ces trois femmes, la petite section compte parmi ses membres l'agrégée d'anglais Madeleine Rolland, sœur de l'écrivain, Marthe Bigot et Marguerite Rosmer, femme d'Alfred Rosmer. En septembre, par l'intermédiaire d'Alain, le groupe noue des contacts avec le jeune professeur de philosophie Michel Alexandre afin d'orienter de façon plus déterminé son action. Disposant d'un petit local 32 rue Fondary (15e arrondissement), là où Gabrielle Duchêne avait créé avant-guerre l'Office du travail féminin à domicile, la section décide de publier une brochure appelant à une paix rapide. Le texte est rédigé par Michel Alexandre puis amendé par Jeanne Halbwachs sous le titre Un devoir urgent pour les femmes. Tiré à 10 000 exemplaires en évitant la censure, il est distribué à des enseignantes et des employées des postes. Ce qui devint le « scandale de la rue Fondary » conduit Gabrielle Duchêne et Jeanne Halbwachs à être interrogées par la police et la correspondance de cette dernière est surveillée. La section du CIFFP doit cesser ses activités. 
En août 1916, elle épouse Michel Alexandre. Elle poursuit ses activités pacifistes à la LDH, les services des contentieux devenant une discrète place tournante pour les militants et les associations pacifistes, comme la Société d'études documentaires et critiques sur la guerre créée par Mathias Morhardt. Le couple est ensuite muté au Puy. Entre janvier et l'automne 1916, bravant la censure, Jeanne Alexandre publie chaque semaine des articles dans Le Populaire du Centre, média qui réunit la minorité socialiste pacifiste autour du député SFIO Adrien Pressemane. Elle y développe des réflexions qui tournent souvent autour de la responsabilité des industriels dans la guerre ou des propositions de paix qui restent lettre morte. Par ailleurs, elle ne comprend toujours pas l'adhésion de la majorité du mouvement féministe à l'Union sacrée. Critique de l'emploi de femmes pour fabriquer des obus, de celles soumises à un travail forcé dans les champs, elle dénonce également la diabolisation des Allemands et l'exécution de l'infirmière Edith Cavell. Plus brièvement, elle collabore aussi au Populaire hebdomadaire. Multipliant les articles et les interventions, elle n'hésite pas à se lancer dans les joutes oratoires. En 1917, constatant l'inertie des pacifistes minoritaires, le couple s'éloigne de la LDH et quitte la SFIO. La même année, elle est mutée avec son mari au lycée de Lons-le-Saulnier. Jeanne Alexandre continue d'être membre de la section française du CIFFP, qui devient bientôt la Ligue internationale des femmes pour la paix et la liberté (LIFPL), mais n'y joue pas de rôle majeur. Pour bien des militants, la Grande Guerre est un traumatisme qui forge le pacifisme massif des années 1920 et 1930 ; mais pour Jeanne Alexandre, qui se caractérise par sa constance idéologique, le choix de la paix est plus ancien et ne varie pas. Comme le note l'historienne Françoise Thébaud, « "plus pacifiste que féministe, [elle cherche] à construire la paix sur la justice et l'égalité entre les hommes ».

### Entre-deux-guerres
Professeure de philosophie et admiratrice d'Alain comme Michel Alexandre, elle enseigne au lycée de jeunes filles de Nîmes de 1919 à 1927, à celui de Versailles puis à celui de Limoges lors du second conflit mondial et revient enfin à Paris, au lycée Victor-Hugo et au lycée Victor Duruy. Durant l'entre-deux-guerres, de 1921 à 1936, le couple prend part à la publication des Libres propos, la revue d'Alain, en devenant la cheville ouvrière. Jeanne dirige la partie culturelle et Michel la rubrique politique. Elle y rédige plus de 400 critiques littéraires. Isabelle Vahé résume ainsi ses nombreux travaux : « Jeanne Alexandre cherche dans ses chroniques à faire partager à ses lecteurs l'horreur de la Grande Guerre, à médiatiser le rapprochement franco-allemand, à développer l’éducation à la paix, à "promouvoir l’action pour la paix" ». Son activisme féministe ne cesse de diminuer au profit d'un militantisme social et pacifiste, qui se fait plus radical au point de devenir « intégral ». Comme le note Cédric Weis, qui lui a consacré un ouvrage : « Pour Jeanne Alexandre, la paix n’admet aucun compromis avec la violence ». Elle rejoint ainsi la tendance dominante du féminisme de l'entre-deux-guerres, où l'action pour la paix supplante bientôt les revendications suffragistes. En collaborant aux Libres propos, Jeanne Alexandre souhaite participer à empêcher l'arrivée d'une nouvelle guerre, sujet toujours fondamental chez elle, et auquel est subordonné la question du droit de vote des femmes. Elle se fait plus nuancée que les féministes biologistes, pour qui l'« l'expérience maternelle amène naturellement au pacifisme » et considère surtout, sans nier l'existence d'une « nature féminine », la question de la paix comme une conséquence de l'égalité et de la justice.
À la suite de la crise du 6 février 1934, elle rejoint le Comité de vigilance des intellectuels antifascistes (CVIA), où elle ne prend des responsables qu'à la marge, la dernière année de son existence. Après les accords de Munich, elle participe à la création de « Septembre 1938 », un groupe de femmes qui comprend notamment Magdeleine Paz, et rédige pour celui-ci début 1939 la brochure La défense passive. La mort masquée au sujet de la guerre des gaz, qui a auparavant été revue par Paul Langevin. Elle est alors accusée de défaitiste collaborationniste, l'aveuglement causé par le souci de réconciliation des peuples la conduisant à refuser de cautionner une guerre contre Hitler. Cette attitude illustre bien le parcours d'un certain nombre de pacifistes intégraux de l'époque, pour qui le rejet jusqu'au-boutiste de la guerre est la priorité. Cette tendance n'est cependant pas la seule représentante du mouvement pacifiste des années 1930, où plusieurs lignes cohabitent, éclatées et difficilement conciliables.

### De la Seconde Guerre mondiale à sa mort
Au début de la Seconde Guerre mondiale, Louis Lecoin publie le tract « Paix immédiate ! », ce qui lui vaut des poursuites judiciaires. Figurant parmi les signataires, le couple Alexandre est lui aussi inquiété. La guerre conduit provisoirement les lycées où Michel et Jeanne Alexandre enseignent (Louis-le-Grand et Versailles) à se replier à Clermont-Ferrand, où ils travaillent donc jusqu'à l'armistice de 1940. Durant l'Occupation, ils cessent toute activité militante. Ils reviennent à Paris en automne et, en décembre, Michel Alexandre est interdit d'enseigner du fait de ses origines juives. Il est ensuite interné au camp de Royallieu. Le couple parvient à gagner Limoges, en zone libre, en janvier 1942 ; Jeanne Alexandre y avait été nommée professeure. Ils reviennent à Paris à la fin de la guerre mais se tiennent désormais à l'écart de la politique. Michel Alexandre meurt en 1952 et sa veuve s'emploie alors à publier ses anciens cours, afin de faire perdurer sa mémoire. Elle est aussi secrétaire de l'association des Amis d'Alain. Retraitée de l'enseignement depuis 1955, elle meurt en 1980,,.

## Archives
Les archives de Jeanne Halbwachs et Michel Alexandre sont conservées depuis 1982 à La Contemporaine, sur le campus de l'université de Nanterre. D'autres de ses archives se trouvent à la bibliothèque municipale de Nîmes.